# John Graham (cầu thủ bóng đá, sinh 1926)
John R. Graham (sinh ngày 1 tháng 4 năm 1926 - mất ngày 1 tháng 9 năm 2006) là một cựu cầu thủ bóng đá người Anh thi đấu ở vị trí tiền đạo.

## Sự nghiệp
Sinh ra ở Leyland, Graham thi đấu cho Leyland Works, Blackburn Rovers, Aston Villa, Wrexham, Rochdale và Bradford City.
Đối với Bradford City ông có 18 lần ra sân ở Football League, ghi 1 bàn thắng; ông cũng có 2 lần ra sân ở Cúp FA.